# نور عنایت خان
نور عنایت خان (انگلیسی: Noor Inayat Khan؛ زاده ۱ ژانویهٔ ۱۹۱۴ – درگذشته ۱۳ سپتامبر ۱۹۴۴) یک فرد نظامی اهل بریتانیا بود. وی افسر زن بریتانیایی بود که در زمان جنگ جهانی دوم در فرانسه اشغالی به عنوان جاسوس فعالیت می‌کرد. وی سرانجام توسط مأموران رژیم آلمان نازی دستگیر شد و پس از مدتی تیرباران شد.

## زندگی‌نامه
نور عنایت خان، شاهزاده هندی و جاسوس بریتانیایی از نوادگان تیپو سلطان، حاکم مسلمان میسور در قرن ۱۸ میلادی بود.
او از پدری هندی و مادری آمریکایی در مسکو به دنیا آمد و در پاریس تحصیل کرد. مهارت‌های نور در زبان راه را برای ورود او به تشکیلات سری به نام سازمان عملیات ویژه بریتانیا (اس‌اوای) باز کرد.
مأموران اس‌اوای با چتر در فرانسه اشغالی فرود می‌آمدند تا با خرابکاری فعالیت‌های نازی‌ها را مختل کنند، با نیروهای مقاومت فرانسه تماس بگیرند و در مورد جابجایی واحدهای نظامی ارتش آلمان اطلاعات کسب کنند.

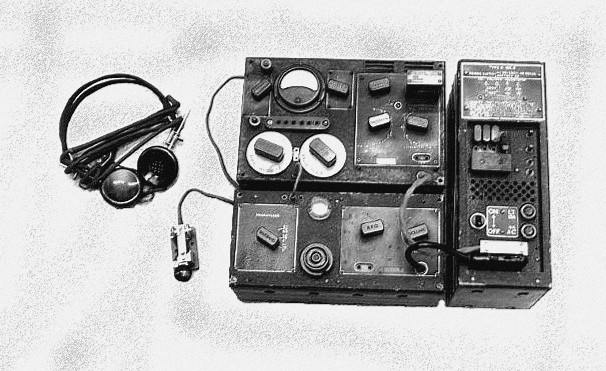

عنایت خان اپراتور بی‌سیم بود و با این که به‌طور مرتب مکان خود را عوض می‌کرد، توسط گشتاپو (پلیس مخفی آلمان نازی) دستگیر، بازجویی و شکنجه شد.
او بارها دست به فرار زد اما بعد از هر بار دستگیری، مجازاتش سنگین‌تر می‌شد. گفته می‌شود نور هیچ اطلاعات با ارزشی در اختیار آلمانی‌ها که او را فقط به اسم رمزش یعنی مادلین می‌شناختند و نمی‌دانستند اصالت هندی دارد، قرار نداد.

## اعدام و یادبود
نور و سه مأمور زن دیگر از سازمان عملیات ویژه بریتانیا روز ۱۳ سپتامبر ۱۹۴۴ در اردوگاه کار اجباری داخائو با گلوله اعدام شدند. 
به منظور بزرگداشت نور عنایت خان، بنای یادبودی برای او در پارک گوردن اسکوئر لندن نصب شده‌است.
شرابانی باسو، زندگی‌نامه‌نویس به بی‌بی‌سی گفت: «نور عنایت خان حتی تا به امروز هم منبع الهام است، نه فقط به دلیل شجاعت مثال‌زدنی‌اش، بلکه به دلیل اصولی که به آن‌ها پایبند ماند.»
پس از فراخوان دادن خزانه‌داری بریتانیا برای برگزیدن تصویری برای اسکناس ۵۰ پوندی پلیمری در اکتبر ۲۰۱۸، کارزاری برای انتخاب تصویر نور برپا شد. در صورت موفق بودن این کارزار، او اولین زن از یک اقلیت مذهبی (مسلمان) خواهد بود که تصویرش بر روی اسکناس‌های بریتانیا نقش می‌بندد.

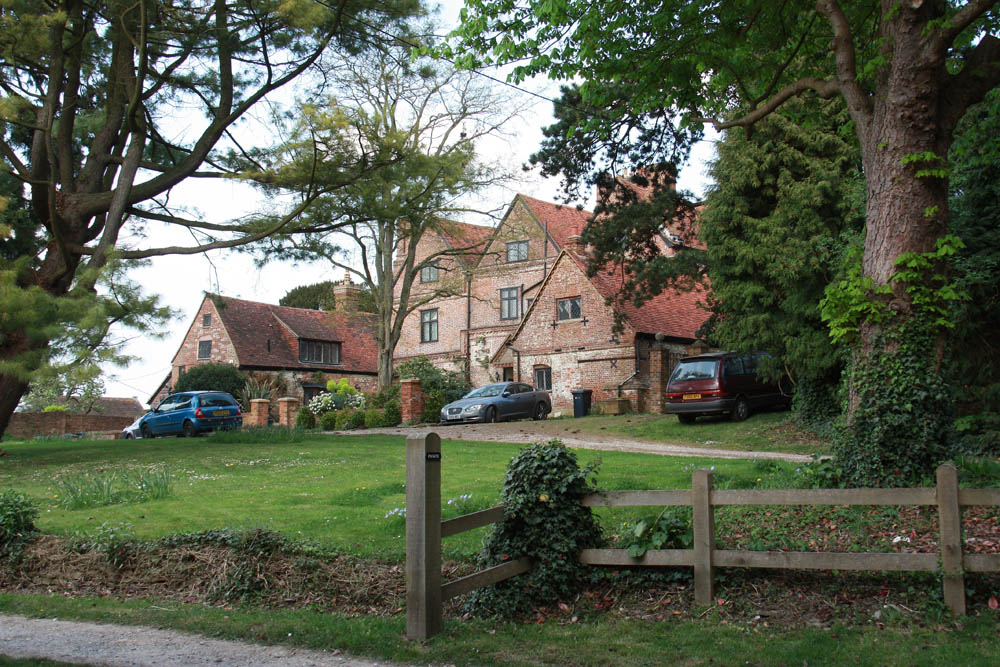